# 恰班
51°15′41″N 28°31′27″E / 51.26139°N 28.52417°E
恰班（烏克蘭語：Чабан），是烏克蘭北部的村莊，隸屬日托米爾州的科羅斯滕區。該村面積0.51平方公里，海拔高度173米，2001年人口118，人口密度每平方公里231.37人。